# Wereldbeker schaatsen junioren 2011/2012
De wereldbeker schaatsen junioren 2011/2012 (ISU Junior World Cup Speed Skating 2011/2012) was de vierde editie van de Wereldbeker schaatsen junioren. Het seizoen bestond uit vijf wedstrijden, waarvan de eerste twee tevens als kwalificatie dienen voor het schaatsen op de Olympische Jeugdwinterspelen 2012. De derde wedstrijd was over meerdere continentale evenementen uitgesplitst, de vierde wedstrijd was tevens het WK Junioren waarna afgesloten werd met een wereldbekerfinale. Voor het eerst was ook de massastart een officieel onderdeel van de wereldbekercyclus voor junioren; meisjes reden 8 rondes en jongens reden er 12.

## Puntenverdeling
| Plaats                                              | 1   | 2   | 3   | 4  | 5  | 6  | 7  | 8  | 9  | 10 | 11 | 12 | 13 | 14 | 15 | 16 | 17 | 18 | 19 | 20 | 21 | 22 | 23 | 24 |
| --------------------------------------------------- | --- | --- | --- | -- | -- | -- | -- | -- | -- | -- | -- | -- | -- | -- | -- | -- | -- | -- | -- | -- | -- | -- | -- | -- |
| Wereldbekerfinale                                   | 150 | 120 | 105 | 90 | 75 | 67 | 60 | 54 | 48 | 42 | 36 | 32 | 27 | 24 | 21 | 18 | 15 | 12 | 9  | 6  | 4  | 3  | 2  | 1  |
| Normale wereldbekerwedstrijd en wereldkampioenschap | 100 | 80  | 70  | 60 | 50 | 45 | 40 | 36 | 32 | 28 | 24 | 21 | 18 | 16 | 14 | 12 | 10 | 8  | 6  | 4  | 3  | 2  | 1  |    |
| Regionale wereldbekerwedstrijd                      | 50  | 40  | 35  | 30 | 25 | 22 | 20 | 18 | 16 | 14 | 12 | 10 | 9  | 8  | 7  | 6  | 5  | 4  | 3  | 2  | 1  |    |    |    |

## Limiettijden
Om te mogen starten in de wereldbeker schaatsen junioren 2011/2012 moet de schaatser aan de volgende limiettijden hebben voldaan.
| Geslacht             | 500m  | 1000m   | 1500m   | 3000m   |
| -------------------- | ----- | ------- | ------- | ------- |
| Jongens              | 40,00 | 1.20,00 | 2.05,00 | 4.20,00 |
| Meisjes              | 44,00 | 1.28,00 | 2.18,00 | 4.55,00 |
| Jongens C (kw. JOWS) | 43,00 | n.v.t.  | 2.16,00 | 5.00,00 |
| Meisjes C (kw. JOWS) | 46,50 | n.v.t.  | 2.27,00 | 5.30,00 |

## Kalender
| # | Plaats   | Datum                 | 500m | 1000m | 1500m | 3/5km                                    | massastart                                      | achtervolging | Extra                                  |
| - | -------- | --------------------- | ---- | ----- | ----- | ---------------------------------------- | ----------------------------------------------- | ------------- | -------------------------------------- |
| 1 | Erfurt   | 12 - 13 november 2011 | 2x   |       | 1x    | 1x**                                     |                                                 | 1x            | Tevens kwalificatie OJWS 2012          |
| 2 | Bjugn    | 18 - 19 november 2011 | 1x   | 1x    | 1x    | 1x**                                     | 1x                                              |               | Tevens kwalificatie OJWS 2012          |
| 3 | Astana   | 7 - 8 januari 2012    | 2x   | 1x    | 1x    |                                          | 1x                                              |               | Regionale wedstrijd Azië, halve punten |
| 3 | Collalbo | 28 - 29 januari 2012  | 2x   | 1x    | 1x    | Regionale wedstrijd Europa, halve punten | 1x                                              |               |                                        |
| 3 | Calgary  | 10 - 12 februari 2012 | 2x   | 1x    | 1x    |                                          | Regionale wedstrijd Noord-Amerika, halve punten |               |                                        |
| 4 | Obihiro  | 2 - 4 maart 2012      | 2x   | 1x    | 1x    | 1x*                                      |                                                 | 1x            | Tevens WK Junioren                     |
| 5 | Obihiro  | 9 - 10 maart 2012     | 1x   | 1x    | 1x    | 1x**                                     | 1x                                              | 1x            | Wereldbekerfinale, bonuspunten         |

* 3000m voor de meisjes, 5000m voor de jongens.
** 3000m voor de meisjes en voor de jongens.

## Uitslagen

### Meisjes
| Wedstrijden            |                                                     |                              |                             |                         |                           |                       |
|                        | 500m                                                | 1000m                        | 1500m                       | 3000m                   | massastart                | achtervolging         |
| Erfurt                 | Karolína Erbanová (39,99) Karolína Erbanová (39,57) | niet op het programma        | Pien Keulstra (2.02,35)     | Pien Keulstra (4.13,29) | niet op het programma     | Nederland (3.08,46)   |
| Bjugn                  | Tatjana Karannikova (40,71)                         | Letitia de Jong (1.22,10)    | Park Do-yeong (2.05,02)     | Park Do-yeong (4.20,84) | Park Do-yeong (n.b.)      | niet op het programma |
| Azië: Astana           | Heo Yoon-hee (41,32) Heo Yoon-hee (41,53)           | Heo Yoon-hee (1.20,71)       | Heo Yoon-hee (2.03,33)      | niet op het programma   | Park Do-yeong (5.02,59)   | niet op het programma |
| Europa: Collalbo       | Vanessa Bittner (39,97) Vanessa Bittner (40,53)     | Antoinette de Jong (1.19,97) | Pien Keulstra (2.04,24)     | niet op het programma   | Vanessa Bittner (4.56,84) | niet op het programma |
| Noord-Amerika: Calgary | Kate Hanly (38,96) Kate Hanly (39,39)               | Kate Hanly (1.17,07)         | Kate Hanly (1.59,43)        | niet op het programma   | niet gereden              | niet op het programma |
| WK Junioren: Obihiro   | Kim Hyun-yung (39,41) Karolína Erbanová (39,27)     | Miho Takagi (1.17,69)        | Karolína Erbanová (2.00,45) | Park Do-yeong (4.08,48) | niet op het programma     | Zuid-Korea (3.07,36)  |
| Obihiro                | Kako Yamane (40,02)                                 | Kim Hyun-yung (1.19,97)      | Pien Keulstra (2.02,38)     | Park Do-yeong (4.08,76) | Park Do-yeong (5.07,38)   | Zuid-Korea (3.06,54)  |
| Eindklassement         |                                                     |                              |                             |                         |                           |                       |
|                        | 500m                                                | 1000m                        | 1500m                       | 3000m                   | massastart                | achtervolging         |
| Goud                   | Letitia de Jong                                     | Antoinette de Jong           | Pien Keulstra               | Park Do-yeong           | Park Do-yeong             | Zuid-Korea            |
| Zilver                 | Karolína Erbanová                                   | Letitia de Jong              | Park Do-yeong               | Pien Keulstra           | Vanessa Bittner           | Japan                 |
| Brons                  | Tatjana Karannikova                                 | Kim Hyun-yung                | Nana Takagi                 | Nana Takagi             | Antoinette de Jong        | Nederland             |

### Jongens
| Wedstrijden            |                                                                     |                                       |                                 |                                       |                                 |                       |
|                        | 500m                                                                | 1000m                                 | 1500m                           | 3/5km                                 | massastart                      | achtervolging         |
| Erfurt                 | Tsubasa Hasegawa (36,03) Tsubasa Hasegawa (35,95)                   | niet op het programma                 | Pavel Koelizjnikov (1.49,86)    | Thomas Krol (3.52,27)                 | niet op het programma           | Nederland (3.59,65)   |
| Bjugn                  | Tsubasa Hasegawa Kim Woo-jin (36,65)                                | Kim Woo-jin (1.12,55)                 | Pavel Koelizjnikov (1.51,94)    | Yang Fan (3.59,83)                    | Yang Fan(n.b.)                  | niet op het programma |
| Azië: Astana           | Kim Woo-jin (35,92) Kim Woo-jin (36,26)                             | Kim Woo-jin (1.10,94)                 | Kim Jin-su (1.50,74)            | niet op het programma                 | Lee Jin-yeong (7.24,90)         | niet op het programma |
| Europa: Collalbo       | Konstantin Nikitin Pavel Koelizjnikov (36,48) Ruben Romeijn (36,78) | Pavel Koelizjnikov (1.11,08)          | Sverre Lunde Pedersen (1.49,49) | niet op het programma                 | Sverre Lunde Pedersen (6.36,27) | niet op het programma |
| Noord-Amerika: Calgary | Hewson Elliott (36,58) Hewson Elliott (36,53)                       | Stefan Dilger (1.12,91)               | Pieter Stoffel (1.54,38)        | niet op het programma                 | niet gereden                    | niet op het programma |
| WK Junioren: Obihiro   | Laurent Dubreuil (35,62) Laurent Dubreuil (35,50)                   | Håvard Holmefjord Lorentzen (1.11,24) | Sverre Lunde Pedersen (1.49,14) | Sverre Lunde Pedersen (6.35,03)       | niet op het programma           | Noorwegen (3.54,02)   |
| Obihiro                | Kim Woo-jin (35,96)                                                 | Kim Woo-jin (1.11,05)                 | Thomas Krol (1.49,77)           | Kristian Reistad Fredriksen (3.50,21) | Kai Verbij (7.32,17)            | Zuid-Korea (3.53,24)  |
| Eindklassement         |                                                                     |                                       |                                 |                                       |                                 |                       |
|                        | 500m                                                                | 1000m                                 | 1500m                           | 3/5km                                 | massastart                      | achtervolging         |
| Goud                   | Kim Woo-jin                                                         | Kim Woo-jin                           | Thomas Krol                     | Thomas Krol                           | Kai Verbij                      | Zuid-Korea            |
| Zilver                 | Tsubasa Hasegawa                                                    | Thomas Krol                           | Kim Jin-su                      | David Andersson                       | Yang Fan                        | Nederland             |
| Brons                  | Tommi Pulli                                                         | Tommi Pulli                           | Yang Fan                        | Yang Fan                              | Lee Jin-yeong                   | China                 |

### Medaillespiegel
| Pos. | Land       | Goud | Zilver | Brons | Totaal |
| ---- | ---------- | ---- | ------ | ----- | ------ |
| 1    | Nederland  | 6    | 4      | 2     | 12     |
| 2    | Zuid-Korea | 6    | 2      | 2     | 10     |
| 3    | Japan      | 0    | 2      | 2     | 4      |
| 4    | China      | 0    | 1      | 3     | 4      |
| 5    | Oostenrijk | 0    | 1      | 0     | 1      |
| 5    | Tsjechië   | 0    | 1      | 0     | 1      |
| 5    | Zweden     | 0    | 1      | 0     | 1      |
| 8    | Finland    | 0    | 0      | 2     | 2      |
| 9    | Rusland    | 0    | 0      | 1     | 1      |